# Ваеги (река)
Вае́ги — река в России, протекающая по Анадырскому району Чукотского автономного округа, впадает в Майн (приток Анадыря). Длина реки — 259 км, площадь водосборного бассейна — 6730 км².
Река берёт начало на Корякском нагорье, на границе с Олюторским районом Камчатского края, на высоте более 1005 м над уровнем моря. Река преимущественно течёт на север в узкой горной долине между Ваегинским хребтом на западе и Южно-Майнским хребтом на востоке. Для верхнего течения характерны наледи. В среднем течении, приняв слева приток Кануйпинваам, русло реки расширяется до 60 м. В нижнем течении, выйдя на Парапольско-Бельскую низменность, долина реки вновь расширяется, встречаются многочисленные перекаты, шиверы и осерёдки. Русло участками заболочено. Поселения на берегах отсутствуют. Впадает в Майн справа, в 239 км от его устья, ниже впадения Орловки, на высоте менее 68 м над уровнем моря. Ширина в низовьях — 230 м при глубине 1,5 м; скорость течения перед устьем составляет 1 м/с. 

## Основные притоки
Указаны поименованные притоки длиной 30 км и более.
| Название         | Расстояние от устья | Длина | Положение |
| ---------------- | ------------------- | ----- | --------- |
| Каралевый Эльган | 2                   | 62    | левый     |
| Нутавакливаам    | 19                  | 114   | левый     |
| Тыхлаваам        | 35                  | 116   | левый     |
| Пойменная        | 80                  | 34    | правый    |
| Канытынукваам    | 95                  | 73    | левый     |
| Вилюйка          | 127                 | 32    | левый     |
| Маловодная       | 160                 | 36    | правый    |
| Кануйпинваам     | 163                 | 40    | левый     |
| Средняя          | 193                 | 35    | левый     |

## Данные водного реестра
По данным государственного водного реестра России и геоинформационной системы водохозяйственного районирования территории РФ, подготовленной Федеральным агентством водных ресурсов:
- Бассейновый округ — Анадыро-Колымский
- Речной бассейн — Анадырь
- Речной подбассейн — нет
- Водохозяйственный участок — Анадырь от впадения реки Майн до устья
- Код водного объекта — 19050000212119000112290